# Meloboris collector
Meloboris collector är en stekelart som först beskrevs av Carl Peter Thunberg 1822.  Meloboris collector ingår i släktet Meloboris och familjen brokparasitsteklar. Arten är reproducerande i Sverige. Inga underarter finns listade i Catalogue of Life.